# Labrecque
Pour les articles homonymes, voir Labrecque (homonymie).
Labrecque (anciennement Saint-Léon) est une municipalité du Québec (Canada), située dans la municipalité régionale de comté de Lac-Saint-Jean-Est, dans la région administrative du Saguenay–Lac-Saint-Jean.

## Histoire
Ben Girard a été le premier colon à venir s'installer à Labrecque en 1917. En 1921, un moulin à scie ouvrit, ce fut la première industrie de la municipalité. En 1923, le premier bureau de poste ouvre.
Le premier maire de Labrecque est Jean Baptiste Maltais, en 1925. En 1930, un incendie majeur a eu lieu. Seul la maison de M. Girard fut épargnée.
Le nom Labrecque a été donné à la municipalité en l'honneur de Mgr Michel-Thomas Labrecque, le
troisième évêque de Chicoutimi. St-Léon était sa paroisse.

## Géographie
À partir du lac Labrecque, dans le centre-sud de la municipalité, la rivière Mistouk coule vers l'ouest.
La rivière aux Sables y coule vers le sud jusqu'à son embouchure dans le lac Labrecque.
La rivière des Habitants traverse la municipalité du nord-est vers le sud-est.

## Démographie
| 1991  | 1996  | 2001  | 2006  | 2011  | 2016  | 2021  |
| ----- | ----- | ----- | ----- | ----- | ----- | ----- |
| 1 179 | 1 224 | 1 288 | 1 295 | 1 215 | 1 321 | 1 328 |

## Administration
Les élections municipales se font en bloc pour le maire et les six conseillers.
| Labrecque Maires depuis 2002                                                                                         |                      |         |          |
| Élection | Maire                | Qualité | Résultat |
| 2002 | Daniel Perron        |         | Voir     |
| 2005 | Daniel Perron        | Voir    |          |
| 2009 | Daniel Perron        | Voir    |          |
| 2013 | Eric Simard          |         | Voir     |
| 2017 | Eric Simard          | Voir    |          |
| 2021 | Marie-Josée Larouche |         | Voir     |
| Élection partielle en italique Depuis 2005, les élections sont simultanées dans toutes les municipalités québécoises |                      |         |          |

## Tourisme
L'attrait touristique principal de la municipalité est le lac Labrecque, où peuvent se pratiquer plusieurs sports nautiques. Sur ses rives se trouve le terrain de camping Domaine Lemieux, comprenant une plage. Il y a aussi une compétition de chaloupes à rame qui se déroule lors du « Week-end des 21 » (la fin de semaine de la fête de la Saint-Jean).
Le Festival country de Labrecque a lieu à chaque année au début juillet.
L'hiver, des pistes de ski de fond et de motoneige sont à la disposition des touristes. Un chalet municipal se trouve sur le bord du lac.

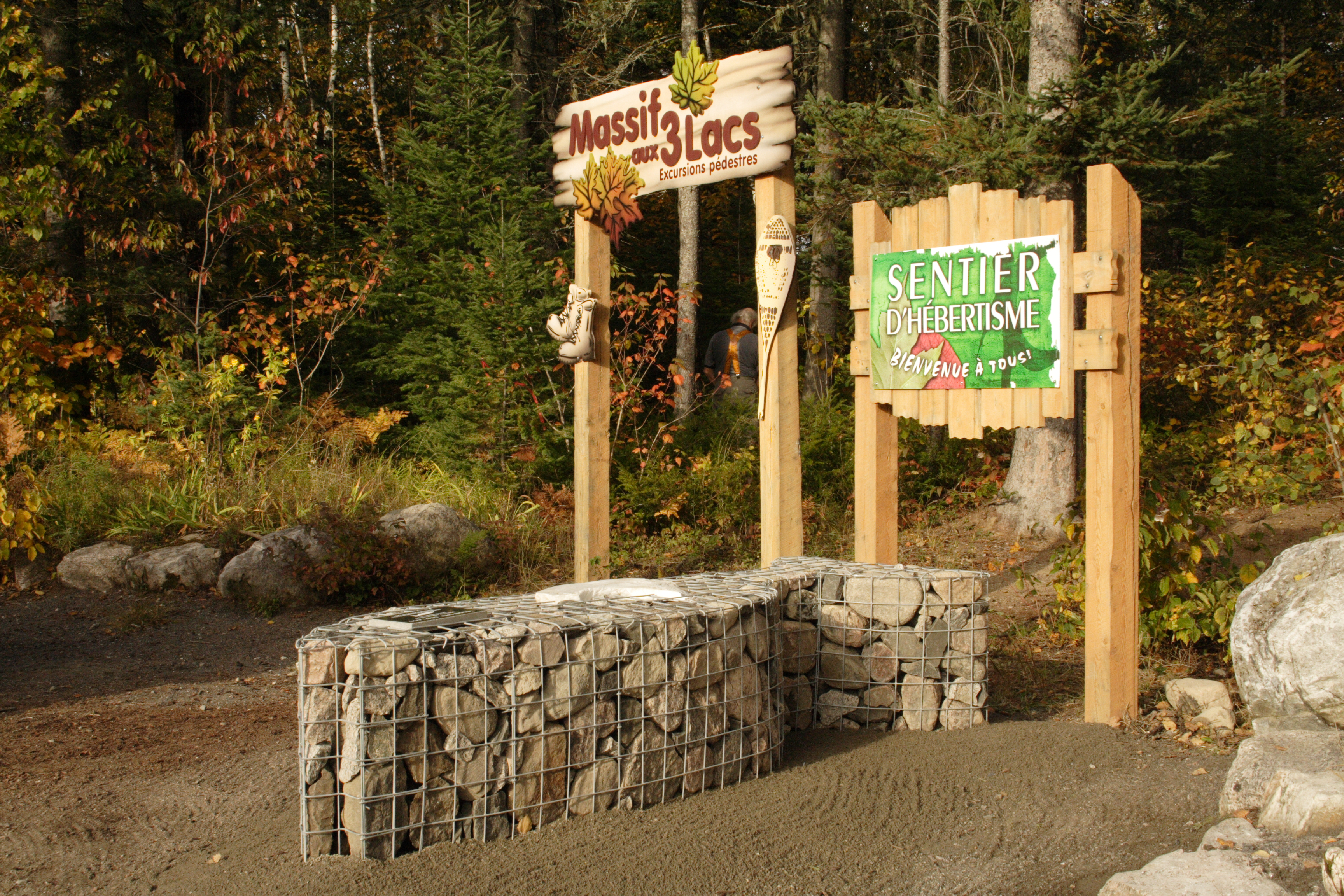
Tacon Site des Lacs

Le Massif aux 3 lacs situé en face du Relais des lacs offre divers sentiers pédestres aux amateurs de randonnées en forêt. Il faut souligner la présence du Tacon Site des Lacs réalisé par le collectif d’artistes Interaction Qui dans le cadre de la Grande Marche des Tacons-Sites en 2007.